# Schneiders skink
Schneiders skink (Eumeces schneideri), ook wel langpootskink, is een hagedis uit de familie skinken (Scincidae).

## Naam en indeling
Schneiders skink wordt ook wel aangeduid met berberskink, maar deze naam wordt gebruikt voor de soort Eumeces algeriensis, die lange tijd als ondersoort van Schneiders skink werd beschouwd.
De wetenschappelijke naam van de hagedis werd voor het eerst voorgesteld door François Marie Daudin in 1802. Oorspronkelijk werd de naam Scincus schneideri gebruikt. Verreweg de meeste soorten uit het geslacht Eumeces zijn zeer recentelijk in het geslacht Plestiodon geplaatst. Deze soort is een van de vier hagedissen die nog steeds onder Eumeces worden ingedeeld. Vroeger is enige tijd de naam Novoeumeces gebruikt, maar dit geslacht wordt niet meer erkend. Er worden vijf ondersoorten erkend, inclusief de pas in 2007 beschreven Eumeces schneideri barani.

### Ondersoorten
Het geslacht omvat de volgende ondersoorten, met de auteur en het verspreidingsgebied.
| Naam                            | Auteur                                | Verspreidingsgebied                           |
| ------------------------------- | ------------------------------------- | --------------------------------------------- |
| Eumeces schneideri barani       | Kumlutas, Arikan, Ilgaz & Kaska, 2007 | Turkije                                       |
| Eumeces schneideri pavimentatus | Geoffroy Saint-Hilaire, 1827          | Jordanië, Libanon, Syrië                      |
| Eumeces schneideri princeps     | Eichwald, 1839                        | Armenië, Azerbeidzjan, Iran                   |
| Eumeces schneideri schneideri   | Daudin, 1802                          | Het grootste deel van het verspreidingsgebied |
| Eumeces schneideri zarudnyi     | Nikolsky, 1900                        | Afghanistan, Iran, Pakistan                   |

## Uiterlijke kenmerken
Schneiders skink heeft een witte buik en een roodgrijze rug met oranje en zwarte vlekjes, de schubben zijn glad en glanzend. Het is een grote soort; de lichaamslengte bedraagt tot ongeveer 35 centimeter inclusief staart. Mannetjes hebben in de paartijd een rode kleur kop, waaraan ze elkaar herkennen. De berberskink (Eumeces algeriensis) werd vroeger als een ondersoort beschouwd maar wordt tegenwoordig als een aparte soort gezien. De berberskink mist de streep op elke flank van kop tot staart en heeft zwarte schubben met witte vlekken.

## Levenswijze
Het voedsel bestaat uit insecten, Spinnen, kleine slakjes en kleine hagedissen, af en toe worden fruit en plantendelen gegeten. Deze soort houdt zich grotendeels ondergronds op en komt enkel boven om te jagen. De skink kan stevig bijten en afwachten tot het dier loslaat is de enige manier om van de hagedis af te komen zonder het dier te beschadigen.
De mannetjes zijn behoorlijk driftig in de paartijd en er wordt druk gepaard; enkele malen per dag gedurende een paar weken. Een legsel bestaat meestal uit 3 tot 20 eieren, die door het vrouwtje worden omwikkeld en bewaakt tot ze uitkomen.

## Verspreiding en habitat
Deze skink leeft in delen van Noord-Afrika en Centraal Azië. De hagedis komt voor in de landen Afghanistan, Algerije, Armenië, Azerbeidzjan, Egypte, Georgië, India, Irak, Iran, Israël, Jordanië, Kirgizië, Libanon, Libië, Oezbekistan, Pakistan, Rusland, Saoedi-Arabië, Syrië, Tadzjikistan, Tunesië, Turkije.
De habitat bestaat uit droge gebieden zoals de zanderige en met struiken begroeide kuststreken van het Middellandse Zeegebied tot in halfwoestijnen en cultuurlandschappen met een zanderige bodem. Sterk begroeide omgevingen worden vermeden.
Door de internationale natuurbeschermingsorganisatie IUCN is de beschermingsstatus 'veilig' toegewezen (Least Concern of LC).